# Alice Cooper Goes to Hell
《Alice Cooper Goes to Hell》은 1976년 6월 25일에 발매된 미국의 록 음악가 앨리스 쿠퍼의 두 번째 솔로 스튜디오 음반이다. 《Welcome to My Nightmare》의 연속 음반으로, 쿠퍼가 기타리스트 딕 와그너, 프로듀서 밥 에즈린과 함께 콘셉트 음반을 작성했다.
첫 솔로 활동에서 〈Only Women Bleed〉의 성공과 함께 앨리스는 이 음반에서 록 발라드를 계속했다. 〈I Never Cry〉는 그의 음주 문제에 대해 쓰여졌는데, 이 문제는 1년 안에 그 연주자를 재활원에 보내고 1983년의 《DaDa》를 포함한 그의 이후의 모든 음악에 영향을 미칠 것이다. 쿠퍼는 이 노래를 "알코올 중독자 고백"이라고 불렀다.
1976년 《Alice Cooper Goes to Hell》 투어는 당시 쿠퍼가 빈혈로 고통받던 중 시작 전에 완전히 취소되었다. 하지만, 이 음반의 많은 곡들이 쿠퍼의 라이브 쇼에 출연하게 되었다. 〈Go to Hell〉은 1989년 히트곡 〈Poison〉이 쿠퍼의 라이브 세트리스트의 일관된 일부가 될 때까지의 마지막 곡으로 증명되었고, 현재까지의 대부분의 투어에서 공연되었다. 〈I Never Cry〉도 1970년대 후반과 2000년대에 정기적으로 공연되었으며 《Flush the Fashion》과 《Special Force》 투어에서 정기적으로 공연되었으며, 2000년대에는 〈Wish You Were〉가 종종 공연되었다.

## 평가
| 전문가 평가                                | 전문가 평가 |
| 평가 점수                                  | 평가 점수   |
| 출처                                       | 점수        |
| ------------------------------------------ | ----------- |
| AllMusic                                   | [ 9 ]       |
| The Encyclopedia of Popular Music          | [ 1 ]       |
| MusicHound Rock: The Essential Album Guide | [ 10 ]      |
| The Rolling Stone Album Guide              | [ 11 ]      |

《롤링 스톤》은 "〈I'm Always Chasing Rainbows〉는 소피한 옛 표준이 아마도 이 음반의 역동적인 로큰롤보다 쿠퍼의 음악적 공감을 훨씬 더 잘 표현하고 있을 것"이라고 썼다.

## 곡 목록
모든 곡들은 특별한 언급이 없는 한 앨리스 쿠퍼, 딕 와그너 그리고 밥 에즈린에 의해 작사/작곡하였다.
| #  | 제목                | 작사·작곡    | 재생 시간 |
| -- | ------------------- | ------------ | --------- |
| 1. | 〈Go to Hell〉      |              | 5:15      |
| 2. | 〈You Gotta Dance〉 |              | 2:45      |
| 3. | 〈I'm the Coolest〉 |              | 3:57      |
| 4. | 〈Didn't We Meet〉  |              | 4:16      |
| 5. | 〈I Never Cry〉     | 쿠퍼, 와그너 | 3:44      |

| #   | 제목                            | 작사·작곡                | 재생 시간 |
| --- | ------------------------------- | ------------------------ | --------- |
| 6.  | 〈Give the Kid a Break〉        |                          | 4:14      |
| 7.  | 〈Guilty〉                      |                          | 3:22      |
| 8.  | 〈Wake Me Gently〉              |                          | 5:03      |
| 9.  | 〈Wish You Were Here〉          |                          | 4:36      |
| 10. | 〈I'm Always Chasing Rainbows〉 | 해리 캐럴, 조지프 매카시 | 2:08      |
| 11. | 〈Going Home〉                  |                          | 3:47      |

## 인증
| 국가                       | 인증     | 판매량/출하량 |
| -------------------------- | -------- | ------------- |
| 캐나다 (뮤직 캐나다)       | 플래티넘 | 100,000^      |
| 미국 (RIAA)                | 골드     | 500,000^      |
| ^출하량을 기반으로 한 인증 |          |               |